# Uhm Jung-hwa
Dans ce nom coréen, le nom de famille, Uhm, précède le nom personnel.
Uhm Jung-hwa (en coréen : 엄정화) née le 17 août 1969 à Jecheon, est une actrice, chanteuse pop et mannequin sud-coréenne.
Elle a fait ses débuts au cinéma dans le film Marriage Story en 1992, et a sorti son premier album Sorrowful Secret (« Douloureux Secret » en français), en 1993 sous le label Samsung Music.
Au cours des années 2000, elle a sorti cinq albums. Elle est considérée comme l'une des femmes les plus influentes dans le divertissement coréen. Junghwa est surtout connue en Corée du Sud en tant que mannequin de lingerie.

## Biographie

### Enfance
Uhm est née à Jecheon, en Corée du Sud. Elle est la deuxième fille de Uhm Jin-ok (son père), un professeur de musique qui est mort dans un accident de moto quand elle avait quatre ans. Sa mère se prénomme Yoo Gyeong-sook. Son plus jeune frère Uhm Tae-Woong est également acteur. Après la mort de son père, sa famille s'est retrouvée dans une situation financière très difficile.

## Filmographie

### Cinéma
- 1993 : On a Windy Day We Must Go to Apgujeong
- 1994 : Blue Seagull
- 1994 : How to Top My Wife
- 2002 : Marriage Is a Crazy Thing
- 2003 : Singles
- 2004 : Mr. Handy
- 2005 : All for Love
- 2005 : Princess Aurora
- 2006 : My Piano
- 2006 : Seducing Mr. Perfect
- 2007 : Love Now aka Changing Partners
- 2009 : Insadong Scandal
- 2009 : Haeundae
- 2009 : Five Senses of Eros
- 2009 : Kkotgwa sijak
- 2010 : Bestseller
- 2010 : The Last Day ; Lee Yoo-jin
- 2010 : Be-seu-teu-sel-leo ; Baek Hee-soo
- 2013 : In My End Is My Beginning
- 2014 : Venus Talk : Jung Shin-hye
- 2015 : Wonderful Nightmare : Lee Yeon-woo
- 2019 : Okay Madam ! : Mi Yong

### Télévision
- 2003 : Wife
- 2004 : Tropical Nights in December
- 2007 : Get Karl! Oh Soo Jung
- 2009 : The Man Who Can't Get Married
- 2014 : A Witch's Love : Ban Ji-yeon
- 2017 : You Are Too Much : Yoo Ji-na / Kim Hye-jung
- 2023 : Doctor Cha : Cha Jeong-suk

## Discographie

### Albums
- 1993 : SORROWFUL SECRET
- 1996 : 슬픈기대
- 1997 : 後愛
- 1998 : Invitation
- 1999 : 005.1999.06
- 2000 : Queen of Charisma
- 2001 : 花7
- 2004 : SELF CONTROL
- 2006 : Prestige
- 2008 : D.I.S.C.O
- 2016 : The Cloud Dream of the Nine

### Singles
- 1998 : BEST....My Songs
- 1999 : All Details
- 2006 : tvN Remix version
- 2006 : Come 2 Me NEW REMIX
- 2008 : D.I.S.C.O - Part 2
- 2020 : Don't Touch Me (REFUND SISTERS)
- 2020 : Hop In (feat. Hwa Sa et DPR LIVE)

### Albums sortis enChine
- 2006 : Jing Xuan Zhuan Ji
- 2006 : Invitation